# Jacques Thévenet
Pour les articles homonymes, voir Thévenet.
 (juin 2017).
 (juin 2017).
Jacques Thévenet, né à Dommartin dans la Nièvre le 17 octobre 1891 et mort à Paris le 5 avril 1989, est un peintre, graveur et illustrateur français.

## Biographie
Jaques Thévenet naît le 17 octobre 1891 à Dommartin dans la (Nièvre).
Il fait ses études au lycée Carnot à Paris et entreprend des études de droit à la Faculté de droit de Paris et fréquente l'atelier de l'Académie Julian.
En 1912, il effectue son service militaire à Nancy jusqu'en 1914. Il est mobilisé pour la Grande Guerre, où il sera blessé par deux fois et obtiendra une médaille et un petit galon d'or.
Après la guerre, il entre en à 1919 à l'atelier de Marcel Mathelin, ensemblier décorateur, qui l'initie à l'encre de chine et à la lithographie. Il réalise des projets de costumes pour le théâtre et le cinéma, des décors de magasin, des croquis de mode. 
En 1920, il épouse Paule Mathelin, la fille de son patron, qui lui donne deux enfants et il devient l'associé de son beau-père.
Il expose pour la première fois au Salon d'automne de 1920, dont il devient sociétaire. C'est à cette époque qu'il subit l'influence d'André Dunoyer de Segonzac, et peint des natures mortes et des figures. 
Il expose au Salon des indépendants en 1922.  Il fait la connaissance du critique d'art Roger Allard qui le présente chez Gallimard, où il dirigeait l'édition d'ouvrages de luxe. C'est par lui qu'il a la possibilité d'approcher Antoine de Saint-Exupéry, Jules Romains, Jacques de Lacretelle, Roger Martin du Gard, Léon-Paul Fargue et d'autres pour qui il travailla également. Il effectue un voyage à Elbeuf en compagnie d'André Maurois afin d'illustrer Bernard Quesnay. 
En mai 1930, il part rendre visite à Jean Giono, à Manosque, pour mettre au point l'illustration de Un de Baumugnes et ils sympathisent. 
En 1932, un ami l'invite sur son bateau à Marseille, il y produit un travail qui justifiera une exposition sur ce thème à la galerie Pol le Roy. Au vernissage se trouvent Jean Giono, le compositeur Arthur Honegger et son épouse la pianiste Andrée Vaurabourg qui jouent pour leur ami Thévenet. L'exposition est un succès. Toutes les toiles sont vendues.
Il décide de s'installer à Marseille et va y rester dix ans, remontant à Paris pour les affaires. Son atelier se situe alors au 12 Quai de Rive-Neuve qui fut avant lui celui d'Alfred Lombard puis  celui du peintre marseillais François Diana après guerre. Il se lie alors d'amitié avec Marcel Pagnol que Giono lui a présenté. Il tourne un film (Le Bourg sur la Colline) à Château-Chinon avec des amis. Il continue d'exposer et d'illustrer. Jean Giono vient lui rendre visite à Montquin en 1933. Le 2 avril 1936, il fait la connaissance de Paul Claudel, de passage chez sa fille à Marseille, qui lui rendra visite à Montquin le 6 octobre 1939, en compagnie de sa femme, et ils se retrouveront chez Jacques Honneger. Cette année-là, il tombe malade et part pour les Alpes. Il y dessine des croquis pour illustrer la Guerre d'Espagne. Son ami Francis Carco écrit sur lui un article élogieux dans Paris-Soir en 1936. 
Paul Claudel décide de lui organiser une exposition dans son appartement au no 4 avenue Hoche à Paris. C'est un succès, en cette période difficile il vend pour 50 000 francs d'œuvres. Son ami et confrère Othon Friesz, qui habite aussi le sixième arrondissement, invite souvent Jacques Thévenet qui y rencontre Henry de Waroquier, André Heuzé, Valdo Barbey, et l'artiste décorateur Raymond Subes. Fin 1940 à Marseille, Thévenet présente son ami Roger Allard, responsable du département des livres de luxe chez Gallimard, à Robert Laffont, et un ami commun, Guy Schoeller, conseille au jeune homme de se lancer dans l'édition.
Son atelier reçoit la visite de Maurice Chevalier, Paul Signac, Pierre de Monaco et Philippe de Rothschild. En 1945, André Malraux conseille à Roger Martin du Gard de faire appel à Thévenet pour illustrer de soixante aquarelles et huit dessins de son roman Les Thibault, qui sera édité par Gallimard en 1946. Il est à Paris et peint un tableau de la Seine, vue de chez son ami le peintre Valdo Barbey. 
Colette, lui commande l'illustration de Bella-Vista qui paraît aux Éditions de la galerie Charpentier en 1947. Il adhère cette même année au Groupe d'émulation artistique du Nivernais. Il y fait des expositions et des illustrations pour les catalogues d'exposition. 
En 1951, il réalise la décoration du bureau de Charles Schneider avec une fresque sur le thème du Creusot. Il réalise les portraits de ses amis : Arthur Rubinstein au piano, Jean Giono à sa table de travail, entre autres.
Il illustre pour Marcel Pagnol  Manon des Sources dans la publication des œuvres complètes de l'écrivain en 1954, année où il commence une collaboration avec le Livre de poche, illustrant les couvertures des livres de plusieurs auteurs.
Il voyage en Italie, en 1953 avec Jean Giono à travers le Piémont, la Lombardie et la Nénétie (Rome, Ovieto, Assise, Arezzo, Florence). Puis il part en Espagne pour Tolède et Grenade. En 1955, il assiste quotidiennement aux répétitions de L'Annonce faite à Marie qui ont lieu à la Comédie-Française à Paris, afin de réaliser des portraits de Paul Claudel (il fera son portrait mortuaire le 23 février). 
De son nouveau voyage en Italie avec Jean Giono à l'été 1957, il rapporte de nombreux dessins et exécute des illustrations pour Giono et Jean Rostand. en 1958, il réalise la nouvelle illustration de Rémi des Rauches de Maurice Genevoix, dont le cousin germain André Genevois a épousé Madeleine, la sœur de Jacques. Pour son ami André Taminau, il réalise en 1959 une aquarelle pour la couverture de son livre Dormir aux Granges. En 1964, il est l'invité d'honneur de la Société creusotine des beaux-arts.
Il participe à la fondation de l'Académie du Morvan le 15 juillet 1967.
En 1972, la bibliothèque municipale de la ville d'Autun lui organise un hommage en présentant des ouvrages qu'il a illustrés et lui demande une conférence sur le sujet qui sera éditée sous le titre Un peintre du livre et ses modèles. Il y raconte ses rencontres avec les écrivains.
Il habite huit mois sur douze dans un atelier parisien en terrasse de la rue Auguste-Comte dans le 6e arrondissement, d'où il peut voir le jardin du Luxembourg et le boulevard Saint-Michel.
Il meurt le 5 avril 1989 à son domicile parisien.
Une vente de cent cinquante-neuf de ses œuvres a lieu en 1997. À cette occasion est publié un catalogue lui rendant hommage.

## Ouvrages illustrés
- Jean Giono, Un de Baumugnes, lithographies originales, Paris, Éd. Les Bibliophiles de l'Amérique Latine, Grand in-−4°, nombreuses lithographies en noir et en couleurs dont 7 hors texte tirage limité à 135 exemplaires, 1920
- Maurice Genevoix, Rémi des Roches, Paris, Éd. La Belle Édition, in 8°, illustrations en couleur, 234 p., 1922
- Bernard Barbey, La Maladère, 13 lithographies, Édition Les Exemplaires, tirage limité à 99 exemplaires, préface de François Mauriac, 1927
- André Maurois, Bernard Quesnay, 32 lithographies, Éd. N.R.F., 1927
- Roger Martin du Gard, Jean Barois, 1928
- Jean Giono, Un des Baumugnes, Éd. Les Bibliophiles de l'Amérique latine, 1930
- Jean Giono, Regain, Éd. Les Bibliophiles de Provence, in-−4°, tiré à 150 exemplaires numérotés, 14 lithographies, plus celle répétée sur la couverture se décomposent : frontispice, vignette de titre, 9 en-tête, 2 à pleine page et une en fin de volume, 10 février 1933
- Henry de Montherlant, Un incompris, 14 lithographies, signées par l'artiste, Éd. N.R.F., 1944
- Roger Martin du Gard, Les Thibault, 60 aquarelles et 8 dessins, Éd. Gallimard, 1946
- Colette, Bella-Vista, 24 lithographies, Éditions de la Galerie Charpentier, 1947
- André Gide, Récits, Romans, Soties, 60 aquarelles et gouaches de 18 artistes dont Jacques Thévenet, 1948
- André Gide, L'Immoraliste ; La porte étroite ; Les Cent Une, 28 lithographies originales, tirage limité à 145 exemplaires, in-−4°, 1948
- Antoine de Saint-Exupéry, Œuvres Complètes, portrait de l'auteur en frontispice de Jacques  Thévenet, 33 aquarelles de six artistes, tirage limité, 1950
- Marcel Aymé, La Vouivre, Éd. La Belle Édition de Paris, 255p., 1400 ex. numérotés sur vélin de Lana, 1950
- André Gide, Poésie, Journal, Souvenirs, frontispice, dessin à la plume et lavis par André Dunoyer De Segonzac et 59 aquarelles ou gouaches de 14 peintres dont Jacques Thévenet, Éd. Gallimard, 1952
- Marcel Pagnol, Manon des Sources, illustration de ce roman dans la publication des œuvres complètes, 1954
- Jean Giraudoux, Œuvres Romanesques, 2 vol. de 742 p et 855 p. in-−8°, nombreuses illustrations de plusieurs artistes dont Jacques Thévenet, 7500 exemplaires sur Vergé de Voiron des papeteries Navarre, Éditions Grasset, 1955
- Rosamond Lehmann, Intempéries, illustration de la couverture, Éd. Livre de Poche, 1956 , (ISBN 2253003301)
- Edmond Rostand, Cyrano de Bergerac ;  Chantelle ; L'Aiglon, Paris, Éd. Paul André Vial, 3 volumes, illustrations coloriées à la main hors texte de Gaston Barret, Lucien Boucher, Jacques Thévenet, tiré à 1300 exemplaires, 1956
- Elizabeth Goudge, L'Auberge du Pèlerin, illustration de la couverture, Éd. Livre de Poche, 1956
- Mary Webb, Sarn, illustration pour la couverture, Éd. Livre de Poche, 1957
- Charles Morgan, Fontaine, illustration de la couverture, Éd. Livre de Poche, 496 p., 1957
- Jean Giono, Jean le Bleu, Éd. La Belle Édition, couverture, frontispices, têtes de chapitre en couleurs, tirage 1500 exemplaires dont 1400 sur vélin de Lana, les aquarelles ont été tirées par Louis Duval et Maurice Beaufumé a exécuté le coloris au pochoir, 1957
- Jean Giono, Provence, publication illustrée à tirage restreint, Édition de la Belle Édition, couverture, frontispice, 6 hors texte et 3 têtes de chapitres en couleurs, tirage de 1500 exemplaires, tirages de Louis Duval et les coloris de Maurice Beaufumé, 1957
- Édouard Peisson, Hans le marin, réédition de 1948 aux Éd. La Belle Édition, 230 p., aquarelles de Jacques Thévenet, 1957
- Maurice Genevoix, Rémi des Rauches, nouvelles illustrations, 1958
- Édouard Peisson, La Mer Baltique, illustrations, compositions en noir de Jacques Thévenet, Éd. La Belle Édition, collection « La Mer », 277 p., 1959
- Roger Martin du Gard, Les Thibault, illustrations des couvertures, Éd. Livre de Poche, 1959
- André Taminau, Dormir aux Granges, illustration d'une aquarelle pour la couverture, édité par Chassaing à Nevers, 1959
- Jules Renard, Nos frères farouches, Paris, Éd. La Belle Édition, illustration de 13 compositions coloriées de Jacques Thévenet, tirage numéroté à 1500 exemplaires, 1400 sur vélin, dont 7 hors texte coloriées à la main dans les ateliers de Maurice Beaufumé, 175 p., 1960
- Jules Renard, Journal, textes choisis, Édition La Belle Édition, in-−8°, tirage limité à 1500 exemplaires, dont 1400 sur vélin de Lana, aquarelles hors texte de Jacques Thévenet coloriées à la main à l'atelier de Maurice Beaufumé, 1960
- Rudyard Kipling, Le Retour d'Imray-Récits insolites, Éd. La Belle Édition, tirage à 1500 exemplaires, in-−8° sur vélin de Lana, frontispices en couleurs, illustration hors texte et pleine page, 260 p., 1960
- Henri Beraud, Au Capucin Gourmand, Éd. La Belle Édition, in-−8°, 194p., broché, illustrations de Jacques Thévenet, 1400 exemplaires sur vélin de Lana, 1960
- Jean Giono, Colline, illustration de la couverture, Éd. Livre de Poche, 188 p., 1960
- Alain-Fournier, Le Grand Meaulnes, Éd. le Club du Livre, 6 illustrations hors texte en noir sur une double page et une illustration couleurs, double page et 1 vignette en noir sur la page de titre, 268 p., tirage de 3100 exemplaires, 1963
- Romain Rolland, L'Âme enchantée, trois gouaches illustrant chacune un des trois tomes, Éd. Livre de Poche, 1963
- Alain-Fournier, Le Grand Meaulnes, illustration de la couverture, parue à l'occasion du millième numéro de la collection Livre de Poche, 1963
- André Chamson, Le chiffre de nos jours, illustration de la couverture, Éd. Livre de poche, 1966
- Jules Verne, Mathias Sandorf, Éd. Maurice Gonon, 1967
- Joseph Pasquet, Le Morvan, illustration, 1967
- Alphonse Daudet, Lettres de mon Moulin, Paris, Éd. les Heures Claires, 266 p., 20 illustrations de Jacques Thévenet, tiré à 400 exemplaires sur grand vélin de Mandeure, 1967
- Guy de Maupassant, La petite roque ; Mont-Oriol, Éd. Gérard Watelet, in-−4°, 401 p., illustrations de Jacques Thévenet, 1968
- Anatole France, Œuvres Complètes, 10 volumes, 1500 exemplaires, dont 1400 sur vélin de Lana, dont L'Orme du Mail, L'Anneau d'Améthyste, Le Mannequin d'osier et M. de Bergeret illustrés par J. Thévenet, 1968
- Louis de Courmont, Mon Morvan, poèmes et patoiseries, 1975
- Julien Daché, Morvandiaux, mes frères, illustration de Jacques Thévenet, Éditions Bourgogne Rhône Alpes, 115 p., 1975 (prix Henri Perruchot en 1976)

## Publications
- « Un peintre et ses modèles », in La Revue des deux Mondes, no 6, 15 mars 1966.
- « Cavalcade dans les collines », in Figaro littéraire, 19-25 octobre 1970, hommage à Jean Giono.

## Salons
- 1921 : Salon d'automne ;
- 1922 : Salon des indépendants, Autoportrait ;
- 1922 : Salon des échanges à la Galerie La Licorne ;
- 1924 : Salon des Tuileries.

## Expositions
- 1923 : galerie Bernheim jeune, exposition collective, avec Pierre Bompard, Jean Émile Laboureur, Amédée de la Patellière, André Dignimont et André Villeboeuf ;
- 1923 : galerie Weill, rue Lafitte, exposition personnelle, préface du catalogue par Roger Allard ;
- 1924 : galerie Nouvel Essor ;
- 1925 : galerie de l'Étoile, dirigée par Roger Allard ;
- 1925 : galerie de l'Étoile, exposition avec Yves et Charlotte Alix ;
- 1927 : galerie d'Art Contemporain, boulevard Raspail à Paris ;
- 1927 : galerie Seligman à New York ;
- 1928 : galerie Katia Granoff, aux Quatre salons ;
- 1931 : galerie Marseille, quai Voltaire à Paris ;
- 1933 : galerie Da Silva, à Paris ;
- 1937 : galerie Pétridès, à Paris ;
- 1938 : galerie Pétridès, à Paris ;
- février 1940 : appartement de Paul Claudel, no 4 avenue Hoche à Paris ;
- 1943 : galerie Lefranc et Engrand à Paris ;
- 1944 : galerie Jacques Dubourg ;
- 1945 : galerie Jacques Dubourg ;
- 1946 : galerie Charpentier, préface du catalogue par Louise de Vilmorin ;
- 1947 : galerie Jacquart, exposition des peintures et aquarelles rapportées du Maroc ;
- 1951 : galerie Charpentier, préface du catalogue par Germaine Beaumont ;
- 1954 : galerie Pétridès ;
- 1957 : galerie Pol Le Roy à Marseille, Jean Giono préface le catalogue ;
- 1958 : galerie des Capucines à Paris ;
- 1961 : galerie Granoff ;
- 1965 : galerie Granoff ;
- 1969 : galerie André à Paris ;
- 1972 : galerie des Orfèvres de Marc et Yvonne Carré, dans laquelle il exposera tous les deux ans jusqu'en 1984 ;
- 1974 : exposition à la Maison de la culture de Nevers ;
- 1974 : invité d'honneur de la Société Creusotine des Beaux-Arts ;
- 1979 : galerie Varine-Gincourt, dessins ;
- 2012 : galerie de la Poterie de Tamnay initié par Véronique et Marc Vincent avec la participation de la galerie Varine-Gincourt